# Joshua Alba
Joshua Lauren Alba (Biloxi, 8 luglio 1982) è un attore statunitense.
È noto per aver interpretato Krit nella serie televisiva Dark Angel. È il fratello minore dell'attrice Jessica Alba.

## Biografia
Joshua è nato a Biloxi da Catherine e Mark Alba. La madre ha origini danesi da parte della madre e francesi e franco-canadesi da parte di padre. Il padre ha origini messicane.

## Filmografia

### Cinema
- Alpha Dog, regia di Nick Cassavetes (2006)
- Unrest, regia di Jason Todd Ipson (2006)
- I Am Somebody No Chance In Hell, regia di Aki Aleong (2008)
- Now Here (2010)
- The Dead Undead , regia di Matthew R. Anderson e Edward Conna (2010)
- Kill Speed , regia di Kim Bass (2010)
- Creative Differences (2010)
- Hyenas , regia di Eric Weston (2011)

### Televisione
- Dark Angel – serie TV, episodio 1x20 (2001)
- The Division – serie TV, episodio 4x03 (2004)
- Detective Monk (Monk) – serie TV, episodio 5x06 (2006)
- Life – serie TV, episodio 2x06 (2008)